# Micropholis humboldtiana
Espèce
Statut de conservation UICN

 NT  : Quasi menacé
Classification phylogénétique
Micropholis humboldtiana est une espèce de plantes à fleurs de la famille des Sapotaceae. C'est un arbre originaire d'Amazonie.

## Répartition
Endémique de l'igapo et des savanes périodiquement inondées de l'État d'Amazonas au Brésil et au sud du Venezuela. 